# Эрере
Эрере (порт. Ererê)  —  муниципалитет в Бразилии, входит в штат Сеара. Составная часть мезорегиона Жагуариби. Входит в экономико-статистический  микрорегион Серра-ду-Перейру. Население составляет 6931 человек на 2007 год. Занимает площадь 382,730 км². Плотность населения — 16,2 чел./км².
Праздник города —  4 июня. 

## История
Город основан в 1987 году.

## Статистика
- Валовой внутренний продукт на 2003 составляет 10.490.201,00 реалов (данные: Бразильский институт географии и статистики).
- Валовой внутренний продукт на душу населения на 2003 составляет 1.678,97 реалов (данные: Бразильский институт географии и статистики).
- Индекс развития человеческого потенциала на 2000 составляет 0,619 (данные: Программа развития ООН).